# VFTS 102

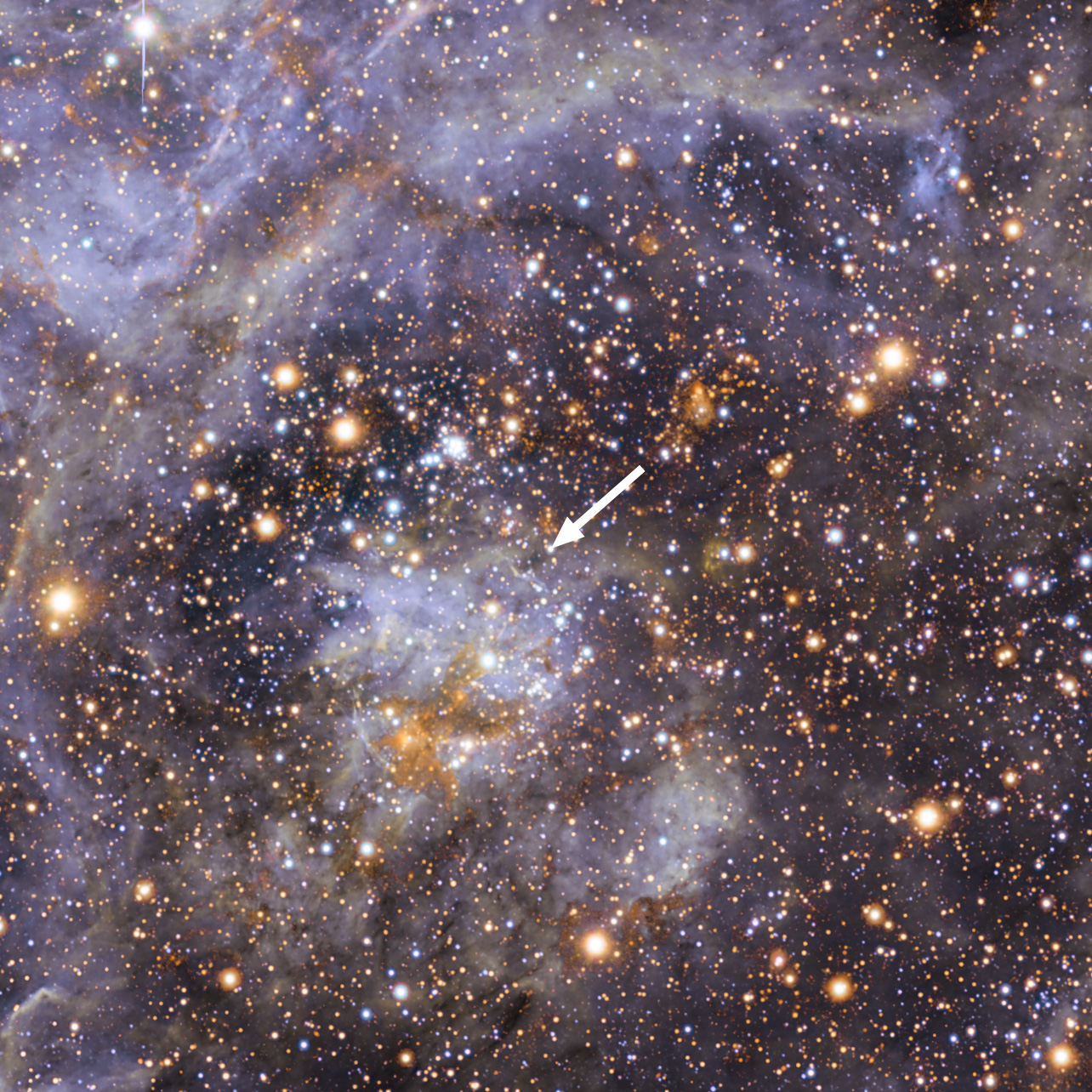
Positionen för VFTS 102 i Tarantelnebulosan

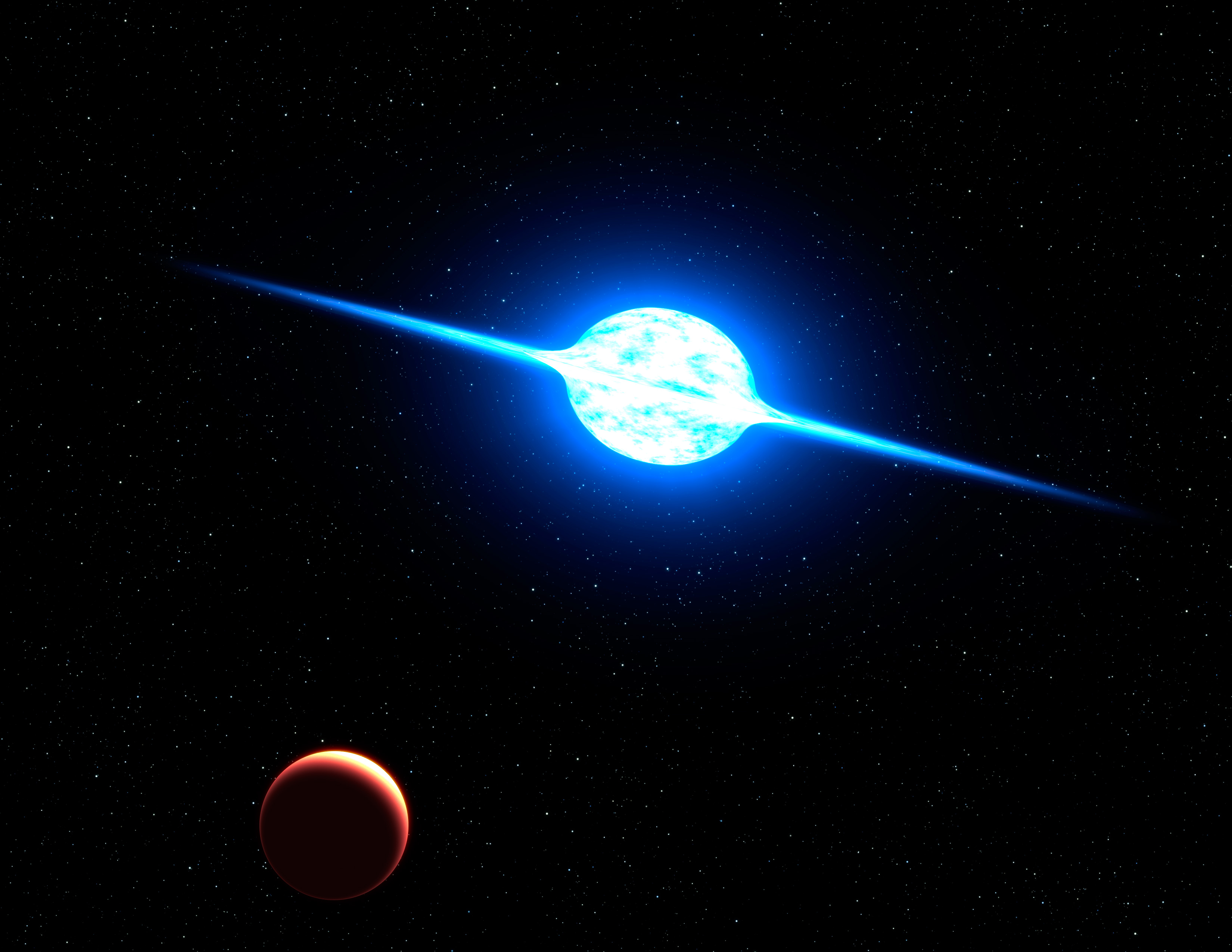
Konstnärsbild av VFTS 102

VFTS 102 är en ensam stjärna belägen i Tarantelnebulosan i Stora magellanska molnet (LMC) i södra delen av stjärnbilden Svärdfisken. Den har en skenbar magnitud av ca 15,8 och kräver ett kraftfullt teleskop för att kunna observeras. Baserat på en parallax enligt Gaia Early Data Release 3 av ca 0,0258 beräknas den befinna sig på ett avstånd av ca 164 000 ljusår (ca 50 000 parsec). Det rör sig bort från solen med heliocentrisk hastighet av 228 km/s.

## Observation
Det speciella med VFTS 102 är dess projicerade ekvatorialhastighet på ca 610 km/s (ca 2 000 000 km/h), vilket gör den till den näst snabbast roterande massiva stjärnan känd vid sidan av VFTS 285 (609 km/s), och endast föregås av WO-stjärnan WR 142 som har en projecerad rotationshastighet på 1 000 km/s. Den resulterande centripetalkraften tenderar att platta ut stjärnan och material kan gå förlorat i de löst bundna ekvatorialområdena, vilket möjliggör bildandet av en gasskiva. De spektroskopiska observationerna tycks bekräfta detta, och stjärnan klassificeras som Oe, möjligen på grund av emission från en sådan ekvatorisk gasskiva.
Stjärnan observerades av VLT Flames Tarantula Survey-samarbetet med VLT, Very Large Telescope i Chile. En medlem i detta team är Matteo Cantiello, en italiensk astrofysiker som för närvarande (2007) arbetar vid Kavli Institute for Theoretical Physics vid University of California Santa Barbara. År 2007 förutspådde han, tillsammans med några medarbetare, förekomsten av massiva stjärnor med egenskaper som mycket liknar VFTS 102. I dess teoretiska modell orsakas den extrema rotationshastigheten av överföring av material från en följeslagare i ett binärt system. Efter denna "kosmiska dans" förutspås givarstjärnan explodera som en supernova. Den snabbt roterande följeslagaren kommer istället sannolikt att skjutas ut ur omloppsbanan och flytta sig bort från sina stjärngrannar i hög hastighet. En sådan stjärna kallas en flyktstjärna. VFTS 102 passar in i denna teoretiska modell mycket bra, eftersom den har visat sig vara en snabbt roterande skenande stjärna och som ligger nära en pulsar och en supernovarest. Andra scenarier, som en dynamisk utstötning från kärnan i stjärnhopen R136, är också möjliga.